# Anotylus pumilus
Anotylus pumilus är en skalbaggsart som först beskrevs av Wilhelm Ferdinand Erichson 1839.  Anotylus pumilus ingår i släktet Anotylus, och familjen kortvingar. Enligt den svenska rödlistan är arten sårbar i Sverige. Arten förekommer i Götaland. Artens livsmiljö är jordbrukslandskap.